# Adição de Minkowski

A figura vermelha é o resultado da soma de Minkowski das figuras verde e azul.

Em geometria, a adição de Minkowski (ou soma de Minkowski, também conhecida como dilatação morfológica) de dois conjuntos de vetores de posições A e B dentro do espaço euclidiano é formada pela adição de cada vetor do conjunto A para cada vetor do conjunto B.
{\displaystyle A+B=\{\mathbf {a} +\mathbf {b} \,|\,\mathbf {a} \in A,\ \mathbf {b} \in B\}.}
De forma análoga, a diferença de Minkowski é definida como:
{\displaystyle A-B=\{\mathbf {a} -\mathbf {b} \,|\,\mathbf {a} \in A,\ \mathbf {b} \in B\}.}